# 叶渚沛
叶渚沛（1902年—1971年），福建厦门人，生于菲律宾马尼拉华侨家庭，中国科学院院士。

## 生平
1921年，考入美国科罗拉多矿业学院矿业系。1925年，获芝加哥大学硕士、宾夕法尼亚大学金属物理化学博士。1928年，担任美国联合碳化物研究所和中央合金钢公司工程师。1933年到中国，担任国防设计委员会化学专门委员等职，并担任重庆炼铜厂厂长和电化冶炼厂总经理，此外支持八路军和新四军。1944年，受聘于联合国教科文组织任科学组副组长，组长为李约瑟。1949年后，其与妻子返抵香港，随后由周恩来邀请，担任政务院任命为重工业部顾问，筹建化工冶金研究所，并任所长。与苏联冶金学家巴尔金关系密切。文化大革命期间受到迫害去世。1978年，葬于八宝山革命公墓。